# Một thời ta đuổi bóng
Một thời ta đuổi bóng là một bộ phim truyền hình được thực hiện bởi Công ty Sóng Vàng do Trương Dũng làm đạo diễn. Phim được chuyển thể từ tiểu thuyết cùng tên của tác giả Hoàng Thu Dung. Phim phát sóng vào lúc 20h45 từ thứ 4 đến Chủ Nhật hàng tuần bắt đầu từ ngày 7 tháng 5 năm 2011 và kết thúc vào ngày 28 tháng 5 năm 2011 trên kênh HTV7.

## Nội dung
Một thời ta đuổi bóng xoay quanh cuộc sống tình cảm và công việc của một cô gái xinh đẹp và nhân hậu tên Quý Phi (Vân Trang). Ba của Phi là ông Quý (Mai Huỳnh) - một giáo sư nổi tiếng của thành phố, còn mẹ cô là trưởng phòng của một công ty tư nhân. Sau khi tốt nghiệp đại học loại giỏi và biết nhiều ngoại ngữ, Phi về làm việc cho công ty thủy sản Hưng Thịnh, tổng giám đốc của công ty là bạn của ông Quý. Vào thời gian đầu làm việc, phó giám đốc của công ty là Trần Nghiêm (Khương Thịnh) đã gây cho Phi biết bao nhiêu rắc rối, anh còn cho cô biết gần 20 năm trước ba cô và bà Chi (NSƯT Kim Xuân) - mẹ anh - là người tình của nhau nhưng ba cô đã từ bỏ mẹ anh khi bà bị sẩy thai, từ đó Trần Nghiêm trở nên căm ghét ông Quý cũng như cả gia đình Quý Phi. Quý Phi nghĩ rằng mình phải lo lắng cho bà Chi thật tốt nhằm mục đích thay ba mình chuộc lỗi...
Trúc (Tú Vi), em gái của một người bạn của Nghiêm, được nhận vào làm trong công ty. Trúc vốn là người nham hiểm và đầy thủ đoạn, cô cặp kè với ca sĩ Thiên Vũ (Quách Hữu Lộc), đồng thời đeo bám Nghiêm hòng có được sự ưu ái từ chàng phó giám đốc.
Một lần nọ, Phi đi siêu thị với bà Chi thì không may bị bà Quý (Thiên Hương) phát hiện. Bà Quý tức giận đuổi Phi ra khỏi nhà, Phi đành đến nhà của Lan (Lộc Uyển) ở tạm. Thiên Vũ tình cờ gặp Phi trong khu chung cư, từ đó anh ta cố gắng theo đuổi cô.
Trong công ty, Trúc thường dựa hơi Nghiêm, đến khi được lên chức tổ trưởng khu chế xuất thì bí mật giúp đỡ cho các thương lái. Công ty dự định tặng quà 8 tháng 3 cho toàn thể nhân viên nữ, Trúc thảo luận với Nghiêm về việc tặng mỹ phẩm, nhưng sau đó công ty đã tặng bộ xoong nồi, việc này khiến Trúc bị bẽ mặt với mọi người.
Với hi vọng thoát khỏi sự hà khắc của Nghiêm, Phi đã tình nguyện tiếp quản một trạm thu mua thủy sản của công ty ở Tân Phú Đông, Tiền Giang. Một thời gian sau, Phi đổ bệnh rồi được Nghiêm đưa về lại Sài Gòn. Sang (Huy Cường) - một nam đồng nghiệp trong công ty - đã bịa đặt những điều không hay về Phi, Phi biết chuyện liền tát vào mặt anh ta. Ban giám đốc sau đó đành phải phân xử cho cả hai.
Nghiêm vô tình bắt gặp Trúc và Thiên Vũ tình tứ trong quán cà phê, anh dần nhận ra Trúc là người xấu bụng chứ không hiền lành như vẻ bề ngoài của cô ta. Trong khi đó, bà Quý quyết định ly dị ông Quý để cưới ông Trực (Huỳnh Anh Tuấn). Sau khi dự đám cưới của bà Quý và ông Trực, Phi về sống với ông Quý để giúp ba mình bớt cô đơn lúc tuổi già.
Trúc gây sự với Phi và Hùng trong giờ làm việc rồi bị Tổng giám đốc Triệu (Mã Trung) khiển trách, cô ta càng tức giận nên càng muốn trả thù Phi. Trúc thông đồng với Sang và nữ đồng nghiệp Đông hại Phi. Đông cho Phi uống một ly nước có pha thuốc, khiến Phi bị mệt mỏi rồi cho nhập số mực đã bị thương lái bơm thuốc tăng trọng, gây thất thoát cho công ty.
Trúc còn thuê một người đàn ông tấn công Phi khiến cô bị gãy chân. Nghiêm dần quên đi oán hận ngày xưa và bắt đầu có cảm tình với Phi, anh đã đi tìm thủ phạm tấn công Phi và đề nghị anh ta ra làm chứng chống lại Trúc. Tất cả tội lỗi của Trúc đã bị vạch trần trong cuộc họp sau đó của công ty. Cuối cùng Trúc bị đuổi việc, Sang và Đông tạm thời bị chuyển xuống làm nhân viên bảo vệ và tạp vụ. Phi từ chối tình cảm của Thiên Vũ, khuyên anh ta đừng đến gặp mình nữa. Cuối phim, Nghiêm tặng một chiếc vòng tay cho Phi và cả hai hôn nhau, bắt đầu tình yêu của họ.

## Diễn viên
- Vân Trang trong vai Quý Phi[8][9]
- Khương Thịnh trong vai Trần Nghiêm
- Tú Vi trong vai Trúc
- Quách Hữu Lộc trong vai Thiên Vũ
- NSƯT Kim Xuân trong vai Bà Chi
- Mai Huỳnh trong vai Ông Quý
- Thiên Hương trong vai Bà Quý
- Huỳnh Anh Tuấn trong vai Ông Trực
- Huy Cường trong vai Sang
- Lộc Uyển trong vai Lan

Cùng một số diễn viên khác....

## Ca khúc trong phim
Bài hát trong phim là ca khúc "Đuổi bóng" do Sỹ Luân sáng tác và thể hiện.

## Giải thưởng
| Năm  | Giải thưởng   | Hạng mục                               | (Người) đề cử | Kết quả   | Tham khảo     |
| ---- | ------------- | -------------------------------------- | ------------- | --------- | ------------- |
| 2011 | Giải Mai Vàng | Phim truyền hình                       | —             | Đoạt giải | [ 10 ] [ 11 ] |
| 2011 | Giải Mai Vàng | Nữ diễn viên truyền hình               | Vân Trang     | Đề cử     | [ 12 ] [ 13 ] |
| 2012 | HTV Awards    | Nữ diễn viên chính được yêu thích nhất | Vân Trang     | Đề cử     | [ 14 ]        |
| 2012 | HTV Awards    | Nữ diễn viên phụ được yêu thích nhất   | Thu Trang     | Đề cử     | [ 14 ]        |